# USA ved sommer-OL 2012
USA deltog under Sommer-OL 2012 i London som blev arrangeret i perioden 27. juli til 12. august 2012.

## Medaljer
| 2012 London | Guld | Sølv | Bronze | Total |
| USA         | 46   | 29   | 29     | 104   |